# Борислав Сандов
Борислав Сандов е български политик, народен представител в XLV и XLVI народно събрание, вицепремиер и министър на околната среда и водите в правителството на Кирил Петков. Член е на политическия съвет на обединение Демократична България.
Съучредител е на партия „Зелено движение“ и неин съпредседател в продължение на три години. Сандов е известен с водещата си дейност по редица природоопазващи кампании, сред които за опазването на Иракли, забраната на ГМО в храните, мораториума върху шистовия газ и спазването на законите в Национален парк Пирин.

## Биография

### Ранни години
Борислав Сандов е роден на 16 декември 1982 г. в Мадан. Завършва гимназия по туризъм в Смолян, след което завършва бакалавър по География (2006) и магистратура по Управление на хидроклиматичните ресурси в Софийски университет (2017). По време на висшето си образование е избран в Студентски съвет, където става заместник-председател. В тази си роля, заедно с колеги, учредява Университетски клуб за екология и устойчиво развитие „UNECO“.

### Професионална дейност
От 2009 г. Борислав Сандов е Координатор за Коалиция за климата – България и Координатор на кампаниите за Фондация за околна среда и земеделие.
В периода 2010 – 2012 г. работи като организационен секретар на организацията „Биопродукти“.
В края на 2015 г. е избран за съпредседател на Балканските Зелени.

### Коментар към Асарел-Медет
На 22 февруари 2016 г. панагюрският районен съд признава Борислав Сандов за виновен по обвинение за обида на председателя на надзорния съвет на Асарел-Медет Лъчезар Цоцорков, когото нарекъл „олигарх-отровител“ в статус във Фейсбук.
В същото решение съдът признава, че Сандов не излъгал за това, че мината два пъти е отровила река Луда Яна и че адвокатите на Цоцорков са използвали „процедурни хватки“. Решението предизвиква широк медиен отзвук в България и чужбина, включително и реакция на посланика на Франция в България, който се застъпва публично в подкрепа на Сандов.

### Народен представител (април – септември 2021)
На изборите на 4 април 2021 г. е избран като депутат в XLV народно събрание от коалиция „Демократична България“ от 25 МИР София. На изборите на 11 юли 2021 г. е избран като депутат в XLVI народно събрание от коалиция „Демократична България“, отново от същия многомандатен избирателен район.
На изборите на 14 ноември 2021 отново е кандидат за народен представител – като водач на коалиция „Демократична България“ в 12 МИР Монтана, но там коалицията не печели мандат. Сандов също така е втори в листата на „Демократична България“ в 25 МИР София, където партията печели два мандата, но Александър Симидчиев има повече преференции от него и става депутат.
През 2021 г. се ангажира с обещание към ЛГБТИ избирателите, че ще работи за видимост и в защита на правата и интересите на ЛГБТИ хората в България като подписва предизборната декларация като член на Демократична България.

### Вицепремиер и министър (декември 2021 – август 2022)
На 13 декември 2021 г. е избран за вицепремиер и министър на околната среда и водите в правителството на Кирил Петков.